# Ивон Фарел
Ивон Фарел (енгл. Yvonne Farrell; 1951. године, Таламор, Ирска) је ирски архитекта и предавач. Основала је заједно са Шели Макнамара фирму Grafton Architects 1977. године, која је добила Награду за најбољу грађевину 2008. године за њихову зграду на Универзитету у Милану. Тренутно предаје на Политехничком универзитету (EPFL) у Лозани.

## Образовање
Студирала је архитектуру на Даблинском универзитету. Дипломирала је 1974. године.

## Каријера
Заједно са Шели МекНамара је основала фирму Grafton Architects 1977. године. Grafton Architects су освојили награду за најбољу грађевину 2008. године за њихову зграду на универзитету Бокони, у Милану, у Италији. 2009. године њихова зграда Министарства финансија је освојила Награду грађанског поверења и Специјалну награду архитектонског друштва Ирске.
Ивон Фарел је предавала на Даблинском универзитету, а тренутно предаје на Политехничком универзитету (EPFL) у Лозани, у Швајцарској. Такође, предавала је на Америчкој школи архитектуре и широм Европе - у Ослу, Стокхолму... Она је и критичар архитектонских школа.
Члан је Краљевског института архитекта у Ирској, почасни члан Краљевског института британских архитекта и Организације ирске уметности (Aosdána). Ивон Фарел и Шели МекНамара су примиле 2020. године Прицкерову награду за архитектуру, коју додељује фондација Hyatt. To их чини четвртом и петом женом које су награђене овом наградом откад је она почела да се додељује. Награђене су и Златном наградом за архитектуру - RIBA Royal Gold Medal 2016. године, коју додељује Краљевски институт британских архитекта за зграду универзитетског кампуса на Универзитету за технологију и инжењеринг у Лими, у Перуу. Оне су добиле почасни докторат од Даблинског колеџа 2019. године. 2018. године, Ивон и Шели су биле уметнички директори - кустоси 16. Венецијанског Бијенала под називом „Слободан простор” (Free space).

## Књига
Фарел је заједно са МекНамара објавила књигу „Дијалог и превод: Grafton Architects“ 2014. године. Ова књига обухвата рад фирме, архитектонску музику и збирку предавања која су одржана на Универзитету Колумбија у школи за архитектуру, планирање и очување.

## Главни пројекти
- Зграда на Универзитету Бокони, 2008. године, Милано, Италија
- Зграда Министарства финансија, 2009. године, Даблин, Ирска
- Зграда на IMT-у (Institut Mines-Télécom), 2019. година, Париз, Француска
- Тулуска школа економије, 2019. године, Тулуза, Француска